# Quattro Città Sante

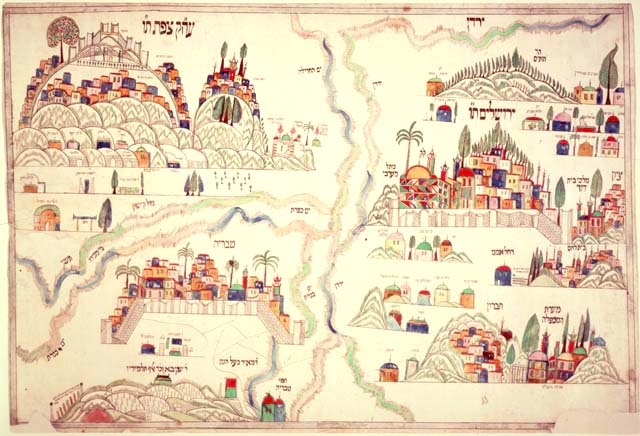
Mappa (XIX secolo) fuori scala delle quattro città sante dell'ebraismo, con Gerusalemme nell'angolo superiore destro, Hebron subito sotto, il fiume Giordano che scorre dall'alto al basso, Safed nell'angolo sinistro e Tiberiade sotto. Ognuna delle quattro città include una rappresentazione dei luoghi sacri e delle tombe di rabbini venerati.

Quattro Città Sante (in ebraico ארבע ערי הקודש‎?) (yiddish:פיר רוס שטעט), è un termine collettivo nella tradizione ebraica usato per indicare le città di Gerusalemme, Hebron, Tiberiade e Safed: "Dal XVI secolo la santità della Palestina, in particolare in merito alla sepoltura, è stata quasi interamente trasferita a quattro città, Gerusalemme, Hebron, Tiberiade e Safed."
- Gerusalemme è la primaria città santa dell'ebraismo ed il centro spirituale del popolo ebraico fin dal X secolo a.C., quando il sito fu scelto durante la vita del Re David per essere il luogo del Tempio Santo.[2] Gerusalemme è associata con l'elemento del fuoco (riferimento ai continui fuochi sacrificali tenuti accesi nel Tempio).
- Hebron è il luogo di sepoltura dei patriarchi: Abramo e Sara, Isacco e Rebecca, Giacobbe e Lia (grotta dei Patriarchi). Come tale, Hebron è la seconda città santa degli ebrei, ed è una delle due città che sono state acquistate per conto del popolo ebraico da figure bibliche (Abramo aveva acquistato Hebron dagli Ittiti, Re David conquistò Gerusalemme, togliendola ai Gebusei). Storicamente, è la prima capitale di Re David. Hebron è associata con l'elemento della terra (riferimento alla grotta dove sono stati sepolti patriarchi e matriarche).
- Safed (Tz'fat) venne considerata città santa dopo l'afflusso degli ebrei a seguito della espulsione degli ebrei dalla Spagna nel 1492 e divenne nota come un centro di studio cabalistico. Safed è associata con l'elemento dell'aria (riferimento al ramo di mistica/spiritualità dell'ebraismo che ivi fiorisce).
- Tiberiade è stata significativa nella storia ebraica come il luogo dove fu composto il Talmud di Gerusalemme e come la patria dei Masoreti, ma il suo status di città santa è dovuto all'afflusso di rabbini che stabilirono nella città un centro di cultura ebraica nel XVIII e XIX secolo. Secondo la tradizione ebraica, la Redenzione inizierà a Tiberiade ed il Sinedrio sarà ricostituito lì.[3] Il Messia sorgerà dalle acque di Tiberiade, entrerà in città e sarà posto sul trono a Safed, sulla sommità di un'alta collina.[4]